# Рубин, Ян
Ян Рубин (англ. Ian Rubin), урождённый Игорь Рубин (род. 17 апреля 1973 года в Одессе) — российский и австралийский игрок в регбилиг, известный по выступлениям в Австралии за сиднейские клубы «Сидней Рустерз» и «Саут Сидней Рэббитоуз», а также по выступлениям за сборную России по регбилиг на чемпионате мира 2000 года.

## Биография

### Клубная карьера
Рубин родился в еврейской семье в Одессе. В раннем возрасте он уехал с семьёй сначала в Италию, а потом в Австралию, поселившись в Сиднее: по его словам, у родителей не было денег, а сами они английским почти не владели. В школе Ян увлёкся регбилиг и в начале 1996 года подписал контракт с клубом «Саут Сидней Рэббитоуз» (ранее он играл за его молодёжный фарм-клуб «Бонди Юнайтед»). Он выступал на позиции нападающего-столба (или пропа), чаще выходя на замену. В составе «кроликов» он выполнял большой объём черновой работы во время игр, всего провёл 45 матчей за клуб из Сиднея.
Перед началом сезона Национальной регбийной лиги 2000 года Рубин перешёл в клуб «Сидней Рустерз», заняв твёрдое место пропа в основном составе клуба. В 2000 году он принял участие в Большом финале Кубка НРЛ 2000 года, в котором «Сидней Рустерз» проиграли клубу «Брисбен Бронкоз». Из большого спорта он ушёл в 2001 году, сыграв все 32 матча сезона за клуб и набрав 8 очков благодаря двум попыткам. Также Рубин играл за команду «Александрия Роверс», в 2006 году он был выбран одним из лучших игроков клуба за все времена.

### Карьера в сборной
В 1998 году начал обсуждаться вопрос, может ли согласно имевшимся правилам регбилиг Ян Рубин выступать за сборную России, которая должна была попасть на чемпионат мира в Великобритании. Хотя местом рождения Рубина считалась Украина, оба его дедушки были родом из России, что и позволило Рубину стать игроком сборной России как обладателю русских корней. В 1998 году он начал играть за сборную России и помог ей пройти успешно квалификацию. По собственным словам, Рубин задумался о выступлении за Россию после того, как сборная Австралии явно дала ему знать, что не нуждается в его услугах. Всего за сборную к чемпионату мира заявили семь граждан Австралии с русскими корнями.
На турнире он выступил на правах капитана сборной России: сборная потерпела в трёх матчах три поражения от команд Австралии, Англии и Фиджи. Всего он провёл 10 игр и набрал 4 очка. Несмотря на это, пресса положительно отзывалась о выступлении российской команды, а болельщики «Сидней Рустерз» называют Рубина человеком, который привёз в Россию настоящий регбилиг. В 2004 году ходили слухи, что Ян Рубин может вернуться в сборную России по регбилиг, которая готовилась к выступлению в Австралии на Кубке мира.

## Личная жизнь
Ян Рубин владеет английским и русским, увлекается теннисом. В 2000 году попал на обложку журнала «Big League» о регбилиг.